# Apanteles semele
Apanteles semele är en stekelart som först beskrevs av Nixon 1965.  Apanteles semele ingår i släktet Apanteles och familjen bracksteklar. Inga underarter finns listade i Catalogue of Life.